# Cedarmere-Clayton Estates
Koordinaten: 40° 48′ 40″ N, 73° 38′ 45″ W

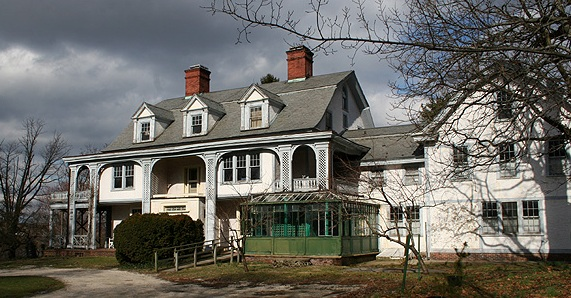
Vorderansicht von Cedarmere, 2006

Cedarmere-Clayton Estates ist ein aus zwei Wohnsitzen bestehender historischer Distrikt  in Roslyn Harbor, New York in den Vereinigten Staaten, der 1986 in das National Register of Historic Places aufgenommen wurden. Cedarmere, das kleinere der beiden Anwesen, gehörte William Cullen Bryant und liegt auf der westlichen Seite der Bryant Avenue oberhalb von Hempstead Harbor; es beherbergt heute ein der Öffentlichkeit zugängliches historisches Haus. Clayton, der größere Wohnsitz, ist heute Heimat des Nassau County Museum of Art. Beide Anwesen, die durch mehrere namhafte Architekten gestaltet und umgestaltet wurden, verdeutlichen die Entwicklung der Wohnsitze am Nordufer von Long Island über eine Periode von fast einem Jahrhundert.
Bryant besaß ursprünglich fast das komplette Gelände, auf dem die beiden Häuser stehen. Fünfzehn Jahre nach dem Tod Bryants kaufte 1893 Lloyd Bryce den weitgehend unbebauten hinteren Teil des Anwesens und beauftragte Ogden Codman, Jr. mit dem Bau eines Landsitzes darauf. 1914 kaufte Henry Clay Frick das Anwesen für seinen Sohn Childs, der nach Renovierung und Erweiterung darin bis zu seinem Tod im Jahr 1965 mit seiner Familie wohnte. Vier Jahre später wurde es dem County zur Nutzung als Museum überlassen.

## Lage

### Cedarmere
Cedarmere befindet sich hinter einer hohen Steinmauer auf einem vier Hektar großen Grundstück an der Bryant Avenue mit zwei kleinen Teichen und einer Gartenlandschaft, die Frederick Law Olmsted angelegt hat. Das Haupthaus besteht aus einem drei Joche spannenden zweieinhalbstöckigen Haupttrakt und zwei Seitenflügeln. Der östliche der beiden Flügel hat zwei Stockwerke und der nördliche, kleinere hat nur ein Geschoss. Sie sind jeweils mit einem Gambreldach aus Schiefer gedeckt, die Dachgauben haben Satteldächer. Die Fenster variieren im Verlauf der Fassade. Die Fassade des Hauses ist verputzt, mit Ausnahme des Mauerwerkes aus Stein, das die Gründung des Hauses bildet. Ein Wintergarten aus Glas und grünem Metall ragt aus der Vorderseite heraus. Eine Veranda umgibt das Haus mit Ausnahme der Nordseite auf allen anderen Seiten.
Ein Eingangspavillon ragt auf der Südseite auf die Veranda hinaus, von der aus man einen Blick über den größeren Teich mit der steinernen Brücke hat. Das Dach des Pavillons bildet einen Balkon mit Geländer. Das Portal ist stark mit klassischen Elementen ornamentiert und von Pilastern, Seitenlichter, Hauptgesims sowie einem Kämpferfenster aus Bleiglas umgeben.
Auf der anderen Seite des Teiches befindet sich ein neugotisches Gebäude, das als Mühle bezeichnet wird, obwohl es nie eine solche Nutzung erfuhr. Es dient rein dekorativen Zwecken und wird als Lagerraum genutzt. Das Grundgeschoß ist aus Backsteinen gemauert, das darüber liegende Stockwerk hat eine Boden-Deckel-Schalung aus Holz. Das Kreuzgiebeldach ist mit Schiefer gedeckt und mit verzierten Ortgängen versehen. Es wird von einem aus Backstein gemauerten Schornstein überragt. Die Fenster weisen Bögen verschiedener Formen und andere dekorative Elemente auf.
Zu den weiteren Nebengebäuden gehören ein kleines Gewächshaus an der Südseite des Gartens und zwei neuere Garagen, die in einiger Entfernung nördlich des Hauses stehen. Letztere sind die einzigen Bauten auf dem Grundstück, die nicht als beitragend gelten.

### Clayton
Das Grundstück, auf dem sich Clayton befindet, liegt auf der gegenüberliegenden Seite der Bryant Avenue, doch die Hauptzufahrt erfolgt vom Northern Boulevard (New York State Route 25A). Nachdem man ein klassizistisches Pförtnergebäude mit Satteldach aus Backstein passiert hat, führt der Weg zu dem heutigen Museum durch einen Teil des 165 Acre (rund 66 Hektar) großen Landschaftsgarten, der den Mittelpunkt von Roslyn Harbor bildet. Das Haupthaus sitzt auf einer Anhöhe und ist von Anpflanzungen und einem modernen Parkplatz umgeben. Das Gebäude ist im Georgianischen Stil aus Backsteinen und Steinen erbaut. Auf dem Satteldach aus Kupfer sitzen Dachgauben, die selbst ein Satteldach aufweisen. Die Dachtraufe verläuft entlang eines Gesimses mit Mutuli, das oberhalb des steinernen Hauptgebälkes sitzt.
Der Haupttrakt hat zwei Stockwerke mit Giebelgeschoss und spannt über neun Joche. An beiden Enden sind symmetrische Pavillons mit zwei Jochen vorhanden, die durch Ecksteine  betont werden. An der Vorderseite liegt über fünf Joche des Hauses hinweg eine offene Veranda mit ionischen Säulen und einem Flachdach, Hauptgebälk und Balustrade darüber. Der Haupteingang ist eine Doppeltür mit einem halbrunden Kämpfer. An der Ostfassade ermöglicht eine Serie von französischen Türen mit Rundbogen den Zugang zum Garten; im Obergeschoss befindet sich ein Balkon mit Balustrade. Zwei einstöckige Arkadenflügel führen davon weg. Das Interieur des Wohnsitzes verfügt über weitgehend originale Holz- und Stuckarbeiten.
In der Nähe des Haupthauses liegt ein von der Landschaftsarchitektin Marian Cruger Coffin angelegter Garten mit symmetrischen Anpflanzungen, die sich um eine zentral gelegene Fontäne gruppieren. Es sind die Reste eines Privatzoos – vor allem ein altes Tiergehege – vorhanden. Eine schmale Straße führt zum Jerusha Dewey Cottage, das Bryant ursprünglich für einen seiner Freunde erbauen ließ und das später, nach der Renovierung durch die Fricks, als ein Gästehaus verwendet wurde. Es ist deswegen teilweise aus Backsteinen gemauert und hat teilweise eine Holzfassade mit Boden-Deckel-Schalung. Das Dach ist schiefergedeckt und die Fenster weisen unterschiedliche Stile auf.
Wie im Falle von Cedarmere wurden auch hier zwei moderne Gebäude errichtet, um die heutige Nutzung des Anwesens als Kunstmuseum und Skulpturengarten zu erleichtern. Diese beiden sind die einzigen der Bauten auf dem Gelände, die nicht als beitragend gelten.

## Geschichte
Das Anwesen, das schließlich zu Cedarmere wurde, war seit den frühen Tagen der Besiedlung Long Islands durch Kolonisten im 17. Jahrhundert in Benutzung. Das früheste noch heute bekannte Wohnhaus auf dem Grundstück wurde 1787 von dem als Landwirt tätigen Quäker Richard Kirk erbaut. Bryant kaufte 1843 ein kleines Haus, das von einem Joseph Moulton erbaut worden war, um für sich selbst einen Rückzugsort von seiner Arbeit als Herausgeber der New York Evening Post zu schaffen, wo er die Natur genießen und Gedichte schreiben konnte. Er vergrößerte das Grundstück und erweiterte auch sein Haus in den 1850er und 1860er Jahren in das heutige Bauwerk. Dabei folgte er den damals populären Leitsätzen von Andrew Jackson Downing und Calvert Vaux; er entwarf vermutlich die Mühle. Diese traten für kleine neugotische Cottages ein, die in der Stimmung des Picturesque gestaltet waren und in Harmonie mit ihrer Umgebung standen. In Cedarmere, wie er das Anwesen später benannte, empfing er nicht nur Vaux und dessen gelegentlichen Mitarbeiter Frederick Law Olmsted, sondern auch andere bekannte Persönlichkeiten des kulturellen Lebens jener Zeit, wie etwa den Maler Thomas Cole, der Schriftsteller James Fenimore Cooper und den Schauspieler Edwin Booth.
Er verkaufte das Anwesen 1875 an seine Tochter Julia, behielt sich jedoch das lebenslange Wohnrecht vor und wohnte so bis zu seinem Tod 1878 in dem Haus. Julia verkaufte es 1891 an ihren Neffen Harold Godwin, der den nicht erschlossenen Teil des Anwesens an den früheren Kongressabgeordneten und Erbe eines Industrievermögens Lloyd Bryce verkaufte. Diese erbaute da das später Clayton genannte Haus. Die oberen Stockwerke von Cedarmere wurden 1903 durch einen Brand wesentlich beschädigt. Bryce beauftragte den jungen Architekten Ogden Codman, der eine Reihe von Häusern an der Küste im Nordosten der Vereinigten Staaten entworfen hat, das Haupthaus zu planen, und begann mit der Gestaltung der Gärten in den nordwestlichen Ecke des Anwesens.
1919 kaufte Henry Clay Frick, Mitbegründer der US Steel Corporation, das William Cullen Bryant House in Roslyn als Geschenk für seinen Sohn Childs. Childs Frick und seine Ehefrau Frances Dixon Frick beauftragten den Architekten Sir Charles Allom mit dem Umbau des Hauses für ihre Bedürfnisse. Sie gaben dem Anwesen den Namen Clayton, wie auch Childs’ Elternhaus in Pittsburgh hieß. Das Design Codmans blieb zu einem großen Teil unverändert; die wesentlichen Veränderungen Alloms waren die Ersetzung der ursprünglichen Loggia am Eingang mit der Veranda sowie im Innern die Schaffung einer großen Eingangshalle, mit dem die Fricks den Eindruck eines englischen Landhauses erzielen wollten. Diese Intention war unter den wohlhabenden Amerikanern der 1920er Jahre erstrebt. Hier hinzu entwarf Guy Lowell das Pförtnerhaus, und die Hauptgartenanlage entstand ein Jahrzehnt später. Frances und Childs Frick lebten beinahe 50 Jahre lang in ihrem Haus „Clayton“ mit ihren Kindern Adelaide, Frances, Martha und Clay. Childs starb hier 1965 im Alter von 81 Jahren.
Vier Jahre nach dem Tod Fricks verkauften die Erben im Jahr 1969 das Anwesen an das Nassau County zur Benutzung als Kunstmuseum. 1989 transferierte die Countyverwaltung die Kontrolle des Anwesens in eine Privatstiftung. Die Familie Godwin wohnte in Cedarmere, bis sie es 1975 dem County zur Nutzung als Museum schenkte.

## Cedarmere und Clayton in der Gegenwart
Beide Häuser und die Grundstücke, auf denen sie stehen, sind der Öffentlichkeit zugänglich. Das Grundstück, auf dem Cedarmere steht, kann kostenlos besichtigt werden, das Haus selbst ist auf Anmeldung und an Wochenenden geöffnet. Besucher Claytons müssen Eintritt und eine Parkgebühr entrichten; das Museum ist ganzjährig außer an Feiertagen und Montagen geöffnet.